# Universidad del Estado de Bahía
La Universidad del Estado de Bahía (UNEB) es la mayor institución pública de educación superior multicampi del Norte, Nordeste y regiones del Medio Oeste de Brasil; organizada en 29 campus entre los cuales el principal se encuentra en los barrios Cabula y Imbuí, en la ciudad de Salvador de Bahía, capital del estado de Bahía; sin embargo está presente geográficamente en todas las regiones del estado.

## Historia
La UNEB fue creada por la Ley Ejecutiva 66/83, que sustituyó a la Superintendencia de Educación Superior de Bahía (SESEB).  Comprende el Centro de Educación Técnica de Bahía (CETEBA), la Facultad de Agronomía del Medio San Francisco (FAMESF), la Facultad de Formación de Profesores de Alagoinhas Maestros (FFPA), la Facultad de Formación de Profesores de Jacobina (FFPJ), la Facultad de Formación de Profesores de San Antonio de Jesús (FFPSA), la Facultad de Filosofía, Ciencias y Letras de Caetite (FFCLC ) y la Facultad de Filosofía, Ciencias y Letras de Juazeiro (FFCLJ).

## Estructura
La Universidad del Estado de Bahía (UNEB) es la mayor institución pública de educación superior en el estado de Bahía. Fundada en 1983 y mantenida por el Gobierno del Estado a través de la Secretaría de Educación del Estado de Bahía  (SEEBA), está geográficamente presente en todas las regiones del Estado, estructurada en un sistema multicampi.
La estructura capilar y el alcance de sus actividades está directamente relacionada con las obras de la misión social. La UNEB cuenta con 29 Departamentos instalados en 24 campus: uno localizado en la capital del estado y sede administrativa de la institución, el resto distribuidos en 23 municipios  importantes de tamaño grande y medio en todo el estado.
Actualmente, la universidad ofrece más de 150 opciones de cursos y titulaciones en el rostro y las modalidades de educación a distancia (DE), los niveles de los programas de pregrado y postgrado, que se ofrecen en 29 departamentos. Cabe destacar, en este ámbito, el importante crecimiento en la oferta de másteres y cursos de doctorado (maestrías y doctorados) en los últimos años en Salvador y otras ciudades, promoviendo la internalización de postgrado pública, gratuita y de calidad.
Además de la Campi, la UNEB está presente en casi todos los 417 municipios del estado, a través de programas de extensión y acciones en colaboración con organismos públicos y privados que benefician a millones de ciudadanos de Bahía, la mayoría pertenecientes a los sectores sociales y económicamente desfavorecidos y excluidos . La alfabetización y la formación de los jóvenes y adultos en situación de riesgo social; la educación en los asentamientos de la reforma agraria y de las comunidades indígenas y quilombolas; proyectos de inclusión y mejora que enfrentan las personas con discapacidad, las personas mayores, GLBT, entre otros, son algunas de las iniciativas que llevan a la universidad de la sociedad.
La UNEB también desarrolla investigaciones importantes en todas las regiones donde opera. Algunos proyectos llevan la marca de la vanguardia académica, como el trabajo en las áreas de robótica y videojuegos educativos con los que ha ganado premios y reconocimiento nacional e internacional. El cuerpo estudiantil de la institución se le anima a participar en la investigación por medio de la investigación científica y el monitoreo y programas de becas.

## Rankings
El líder de UNEB entre Estado Norte, Nordeste y Centro-Oeste y es la mejor institución de educación superior (IES) del Estado en las regiones Norte, Nordeste y Centro-Oeste de Brasil.
La posición de liderazgo regional se confirmó en el ranking universitario de las IES de América Latina liberada (13/06/2012) por QS Quacquarelli Symonds University Rankings, organización mundial con sede en Inglaterra, que evalúa el desempeño de las instituciones educativas de todos los continentes.
Al considerar todas las universidades de las tres regiones, la investigación internacional registra la UNEB en la décima posición, solo por detrás de las universidades federales de Brasilia (UNB), Pernambuco (UFPE), Bahía (UFBA), Ceará (UFC), el Río Grande Norte (UFRN), Pará, Paraíba (UFPB), Campina Grande (UFCP) y Goiás (UFG).
El ranking organizado por Quacquarelli Symonds titulado QS Top Universidades, incluye una lista de 250 universidades de América Latina. En comparación con la encuesta de 2011, la UNEB subió 51 posiciones, dejando el lugar 175 y llegando a la 124a.
Brasil tiene 65 universidades entre las 250 mejores del continente latinoamericano. Bahía, además de la UNEB, anotó en la investigación solamente Ufba, el lugar número 42 en el ranking de América Latina (AL) y el Valle del São Francisco Federal (UNIVASF), que fue uno de los jugadores de más alto rango 201a y 250a - la lista no distingue los últimos 50 posiciones.
La mejor universidad en el continente, según el estudio, es la Universidad de São Paulo (USP), que obtuvo la máxima puntuación (100 puntos).
En los diez primeros puestos de ranking aparecer más de dos brasileña: la Universidad Estatal de Campinas (Unicamp), tercero, y de la Universidad Federal de Río de Janeiro (UFRJ), en el octavo.

### Participación máxima puntuación estudiante
Quacquarelli Symonds utiliza su propia metodología para llevar a cabo el estudio, con la recogida de datos en las instituciones de educación superior y los datos proporcionados por la Organización para la Cooperación y el Desarrollo Económico (OCDE), que reúne a 34 países en todo el mundo.
El QS evalúa cuestiones tales como la reputación académica - se aplican 15.000 cuestionarios con académicos - reputación empleabilidad (evalúa la imagen con empresas y agencias gubernamentales empleadores de graduados), la titulación de los docentes, artículos publicados, citas en trabajos académicos, impacto en internet Además del grado de satisfacción de la participación y estudiante con respecto a la universidad.
En este último criterio - la participación y la satisfacción de los estudiantes - la UNEB incluso más destaca: ¿Podría máxima puntuación (100 puntos) de llegar a la primera posición entre la universidad en Brasil y en el cuarto lugar entre las instituciones de América Latina.
"Nuestra universidad ha estado alcanzando logros muy relevantes. Esta posición de liderazgo es también el resultado de la participación y la movilización del segmento estudiantil, que ha estado luchando por una universidad pública de calidad. El cuerpo universidad entera debe ser felicitado, pero nosotros no nos puede acomodar porque todavía tenemos mucho más logros por delante ", dijo Marcelo Lemos, coordinador general del Directorio central de Estudiantes (DCE) de la UNEB.

### Una mayor inversión en investigación y postgrado
La universidad también tomó la iniciativa en la Bahía en las citaciones en artículos académicos, dejando el segundo Ufba. Entre las instituciones Latina la cifra UNEB en el 31 º lugar.
De acuerdo con el Decano de Estudios de Posgrado (PPG), José Cláudio Rocha, el resultado muestra el crecimiento de las inversiones de la institución en la investigación.
"La calidad de los trabajos realizados en la universidad está creciendo cada día. Estamos evolucionando mucho en la literatura científica y empezamos a ocupar un lugar destacado en los estudios internacionales ", celebró José Cláudio.
El exrector Lourisvaldo Valentim también ocupó el cargo prominente de UNEB el ranking QS Top Universidades, felicitando a los esfuerzos conjuntos de toda la comunidad académica en los 24 campus de la universidad a este resultado.

## Profesores
- Ivete Sacramento
- Yeda Pessoa de Castro
- Hortensia Pousada Bautista
- Maria José Gomes de Andrade